# Imerina (region)
Imerina – kraina historyczna i region etnograficzny na Madagaskarze, obejmująca północną część położonej w głębi wyspy wyżyny, częściowo pokrywająca się z granicami dawnej Prowincji Antananarywa. Nazwa regionu pojawiła się w XVI wieku za czasów króla Ralambo, jednego z założycieli Królestwa Imerina, i początkowo oznaczała „ziemie ludu Merina”. Granice krainy rozszerzały się wraz z rozwojem państwa, z czasem Królestwo Imerina objęło zasięgiem niemal cały Madagaskar, wskutek czego zakres znaczeniowy terminów „Imerina”, „Merina” i „Królestwo Merina” przestał się pokrywać, w wielu publikacjach terminy te występują jednak zamiennie.
Tradycyjnie region dzieli się na sześć lub siedem prowincji, pierwotnie pokrywających się z podziałem klanowym lub plemiennym:
1. Avaradrano (ze stolicą w Ambohimandze),
2. Vonizongo (Fihaonana),
3. Marovatana (Ambohidratrimo),
4. Ambodirano (Fenoarivo),
  1. region Imamo, z czasem włączony w granice Ambodirano,
5. Vakinisisaony (stolica w Alasorze, później w Andramasinie),
6. Vakinankaratra (Betafo).